# Eiringhausen
Eiringhausen ist ein Ortsteil von Plettenberg im Märkischen Kreis in Nordrhein-Westfalen. Im Ort befindet sich der Bahnhof Plettenberg an der Ruhr-Sieg-Strecke.

## Geographie und Verkehr
Eiringhausen liegt im Lennetal, an der B 236, im Märkischen Sauerland. Auch der Bahnhof Plettenberg befindet sich hier.

## Geschichte
Im Jahre 1903 wird die Freiwillige Feuerwehr gegründet.

## Bauwerke
Zu den markanten Bauwerken zählt die Kirche St. Johann Baptist an der Karlstraße (Bredde) mit 300 Sitzplätzen aus dem Jahre 1975 (Architekt: Rolf Grundmann). Sie ersetzt die alte Kirche an der Reichsstraße aus dem Jahre 1909, die 1978 abgerissen wurde.
Zu den historischen Gebäuden zählen die Bahngebäude:
Empfangsgebäude von 1861, erweitert 1904 (Baudenkmal), Güterschuppen, im Kern ebenfalls von 1861, und der Bahnhofskiosk (Baudenkmal).